# Nazionale femminile di rugby a 15 degli Stati Uniti d'America
La nazionale di rugby a 15 femminile degli Stati Uniti d’America (in inglese United States women’s national rugby union team) è la selezione di rugby a 15 femminile che rappresenta gli Stati Uniti in ambito internazionale.
Attiva dal 1987, opera sotto la giurisdizione di USA Rugby e fu vincitrice della prima edizione della Coppa del Mondo nel 1991, affermazione a cui fecero seguito due ulteriori finali consecutive; la sua più recente prestazione nella rassegna mondiale è il quarto posto nell’edizione del 2017.
Il suo commissario tecnico è, dal 2018, l’inglese Rob Cain; le giocatrici sono note con il soprannome di Women’s Eagles.
Al 2 dicembre 2024 la squadra occupa la 9ª posizione del ranking World Rugby.

## Storia
L’attività rugbistica femminile statunitense è da sempre sotto l’egida della giovane federazione che si costituì il 7 giugno 1975 a Chicago; solo undici anni, in effetti, intercorsero tra il debutto ufficiale della nazionale maschile e quella femminile.
Nelle more del primo test match delle donne, tuttavia, già la USA Rugby Football Union, com’era chiamata all’epoca la federazione, aveva organizzato a novembre 1985 un tour britannico di una selezione di giocatrici statunitensi che aveva ottenuto risultati di tutto rispetto, avendo vinto 10 incontri su 10 e segnando 330 punti non subendone alcuno.
Il 14 novembre 1987, infine, la nazionale statunitense debuttò a Victoria, in Columbia Britannica, contro l'anch'esso esordiente assoluto Canada e vinse 22-3; quello contro le vicine d’oltreconfine divenne un appuntamento fisso che per 10 anni vide sempre vincitrici le giocatrici a stelle e strisce.
Nel 1990 le americane presero parte a un torneo quadrangolare in Nuova Zelanda, il RugbyFest, in cui giunsero seconde alle spalle delle padrone di casa delle Black Ferns e davanti alle rappresentative di Paesi Bassi e Unione Sovietica.

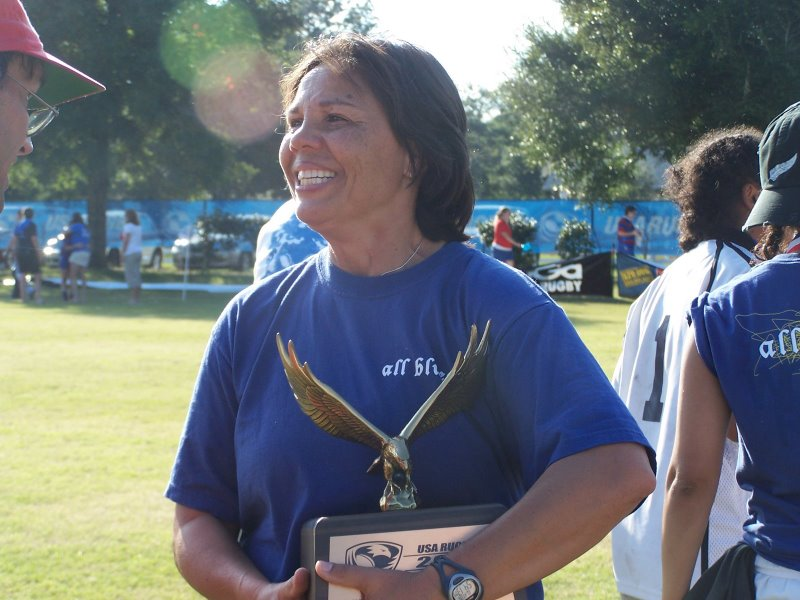
Kathy Flores, tra le vincitrici della Coppa del Mondo 1991 e successivamente C.T. della nazionale

Tutto il decennio a seguire fu ricco di successi per la selezione statunitense: fu invitata alla prima Coppa del Mondo nel 1991, non ancora ufficializzata dall’International Rugby Football Board e allestita in Galles grazie all'iniziativa di un gruppo di giocatrici britanniche.
La squadra riuscì a battere in semifinale la Nuova Zelanda 7-0 e successivamente a sconfiggere la favorita Inghilterra 19-6 laureandosi per la prima e, al 2018 unica, volta nella sua storia campione del mondo e portando per la prima volta dopo 67 anni il rugby statunitense ai vertici dopo la vittoria della selezione maschile nel 1924 a Parigi del torneo olimpico.
Tre anni dopo, nell’ancora autoorganizzata Coppa del Mondo 1994 in Scozia, la squadra giunse imbattuta fino alla finale e difese il titolo a Edimburgo di nuovo contro l’Inghilterra, ma fu quest’ultima a prevalere per 38-23 grazie a una tattica concepita per impedire alle statunitensi il gioco al largo e il campo aperto, nel quale avrebbero potuto creare pericoli alle avversarie; la mischia delle britanniche approfittò dell’indisciplina nordamericana nelle fasi chiuse e guadagnò due mete tecniche e praticamente a metà del secondo tempo la partita era ormai compromessa, rendendo inutile nel finale una meta che servì solo a ridurre il passivo.
Nel 1998, infine, le Eagles eliminarono in semifinale il Canada per 46-6 e si ritrovarono di nuovo di fronte la Nuova Zelanda come nella semifinale di sette anni prima, anche se la stampa non le accreditò della possibilità di ripetere l’exploit del 1991 che infatti non avvenne perché le Black Ferns vinsero 44-12.
Fu l’ultima volta, per quel resto di decennio e tutto quello successivo, che gli Stati Uniti giunsero quantomeno in semifinale; per le successive 4 edizioni non si qualificarono neppure ai quarti, chiudendo il campionato al massimo al quinto posto.
Nell’ottobre 1999, inoltre, in occasione di un triangolare a inviti organizzato a Palmerston North dalla Nuova Zelanda le americane subìrono la loro prima sconfitta dalle canadesi; il ritiro di molti elementi che avevano caratterizzato i successi dei primi anni, unito agli investimenti nel rugby femminile da parte delle nazioni storiche nella disciplina comportarono un inizio millennio privo di successi in campo internazionale.
Nella Coppa del 2002 in Spagna, pur qualificatasi secondi nel proprio girone, gli Stati Uniti non accedettero ai quarti per via del nuovo sistema di seeding adottato dall’IRB che ammetteva alle semifinali solo le vincitrici, e chiusero la competizione al settimo posto finale.
Quattro anni più tardi in Canada gli Stati Uniti furono di nuovo esclusi dalle prime quattro posizioni e conclusero il torneo battendo la Scozia, e analoga posizione finale, battendo il Canada nella finale dedicata, conseguirono nel 2010 in Inghilterra; il nuovo decennio non rivide subito ai vertici la formazione americana, perché al mondiale 2014 in Francia la squadra si classificò terza nel suo girone e perse la finale per il quinto posto contro la Nuova Zelanda.
Nella Coppa del 2017 in Irlanda la squadra giunse quarta nel seeding di prima fase entrando in semifinale — dopo 19 anni dall’ultimo arrivo nei primi quattro — contro la Nuova Zelanda che vinse 45-12; a seguire perse la finale per il terzo posto contro la Francia.
Da luglio 2018 il commissario tecnico della nazionale è l’inglese Rob Cain, nel quadriennio precedente allenatore della squadra femminile dei londinesi Saracens; Cain è il primo allenatore professionista a tempo pieno della selezione, avendo i suoi predecessori condiviso tale impegno con le attività di club o con altre professioni.

## Colori e simboli
Come per la nazionale maschile, il colore delle tenute è bianco e grigio argento con inserti rossi e blu; lo stemma presente sulle magliette è il logo ufficiale della federazione, che raffigura un’aquila dalla testa bianca (o aquila americana, haliaeetus leucocephalus), rapace presente anche sullo stemma ufficiale dell’Unione.
Le tenute alternative sono completamente blu.
Il fornitore ufficiale della federazione statunitense, dal 2017, è la tedesca Adidas; l’esordio ufficiale delle nuove uniformi di gara, per quanto riguarda le donne, fu in occasione della Coppa del Mondo 2017 in Irlanda.

## Palmarès
- Coppe del mondo: 1
1991